# Barbatula
Genre
Barbatula est un genre de poissons benthiques d'eau douce de la famille des Nemacheilidae originaires d'Europe. Anciennement contenant beaucoup plus d’espèces, la révision de Maurice Kottelat de 2012 a réduit la taille de ce genre de près moitié et de nombreuses espèces ont été déplacés vers le genre Oxynoemacheilus.

## Liste des espèces
Selon FishBase (17 juillet 2015) - (15 espèces):
- Barbatula altayensis Zhu, 1992

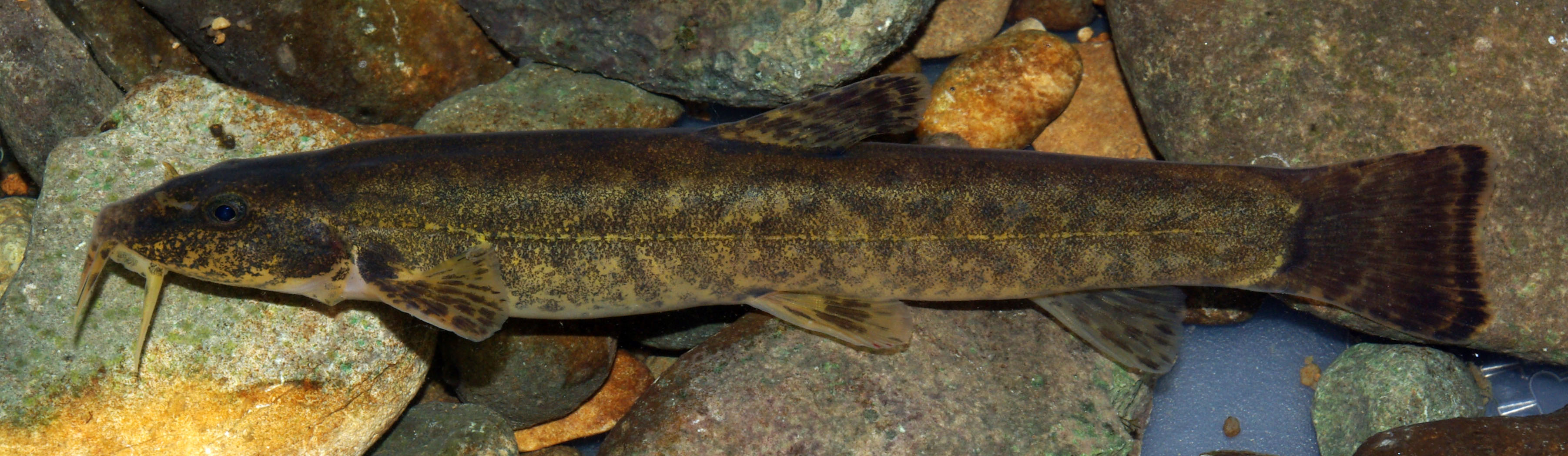
Barbatula quignardi

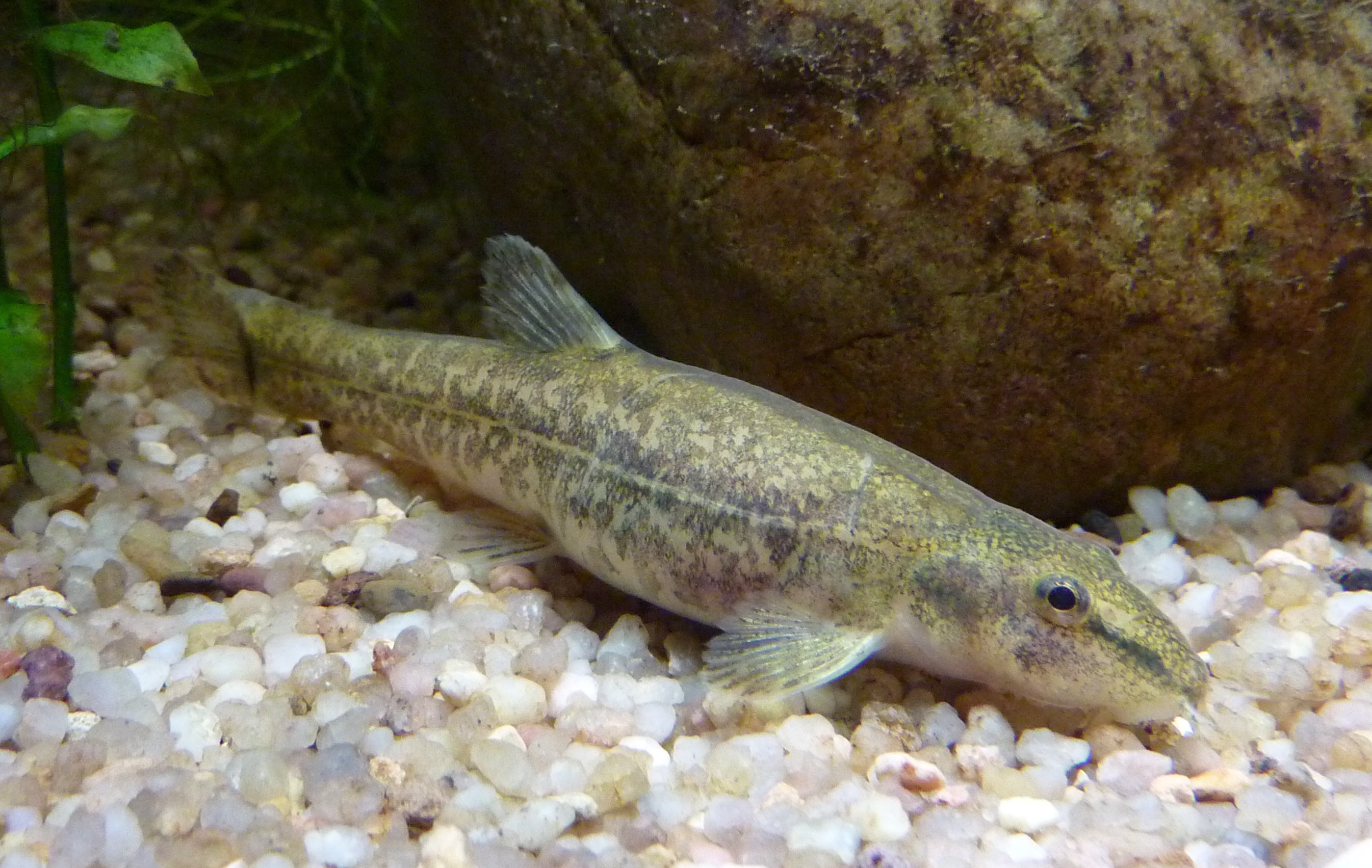
Barbatula barbatula

- Barbatula barbatula (Linnaeus, 1758)
- Barbatula bergamensis Erk'Akan, Nalbant & Özeren, 2007 - (non reconnu par Kottelat, M. (2012) et Cao, L., Causse, R. & Zang, E (2012))
- Barbatula compressirostris (Warpachowski, 1897) - (espèce inquirenda)
- Barbatula dgebuadzei (Prokofiev, 2003)
- Barbatula farsica (Nalbant & Bianco, 1998) - (non reconnu par Kottelat, M. (2012) et Cao, L., Causse, R. & Zang, E (2012))
- Barbatula gibba Cao, Causse & Zhang, 2012[3]
- Barbatula golubtsovi (Prokofiev, 2003)
- Barbatula nuda (Bleeker, 1864)
- Barbatula potaninorum (Prokofiev, 2007)
- Barbatula quignardi (B?cescu-Me?ter, 1967)
- Barbatula sawadai (Prokofiev, 2007)
- Barbatula sturanyi (Steindachner, 1892)
- Barbatula toni (Dybowski, 1869)
- Barbatula zetensis (Soric, 2000)

### Note
Selon Kottelat, M. (2012) et Cao, L., Causse, R. & Zang, E (2012) - (17 espèces),:
- Barbatula cobdonensis (Gundrizer, 1973) - (espèce inquirenda)
- Barbatula markakulensis (Men'shikov, 1939) - (espèce inquirenda)
- Barbatula oreas (D. S. Jordan & Fowler, 1903)
- Barbatula tomiana (Ruzsky (ru), 1920)

### Anciennement
- Barbatula altayensis (Zhu, 1992)[4]
- Barbatula barbatula (Linnaeus, 1758)[5]
- Barbatula bergamensis(Erk' Akan, Nalbant & Özeren, 2007)[6]
- Barbatula brandtii (Kessler, 1877)
- Barbatula cinica (Erk' Akan, Nalbant & Özeren, 2007)[6]
- Barbatula erdali (Erk' Akan, Nalbant & Özeren, 2007)[6]
- Barbatula germencica (Erk'Akan, Nalbant & Özeren, 2007)[6]
- Barbatula mediterraneus (Erk' Akan, Nalbant & Özeren, 2007)[6]
- Barbatula paucilepis (Erk' Akan, Nalbant & Özeren, 2007)[6]
- Barbatula phoxinoides (Erk' Akan, Nalbant & Özeren, 2007)[6]
- Barbatula pulsiz (Krupp, 1992)
- Barbatula sturanyi (Steindachner, 1892)[7]
- Barbatula toni (Dybowski, 1869)[8],[9],[10],[11],[12],[13],[14],[15],[16],[17]